# 罗伯特·戈洛布
罗伯特·戈洛布（1967年1月23日—）是斯洛文尼亚的商人和政治家，現任斯洛文尼亚总理，並自2022年起担任自由運動黨主席。